# Oliver Bogatinov
Oliver Bogatinov, slovenski nogometaš in trener, * 26. september 1978, Jesenice.
Bogatinov je nekdanji profesionalni nogometaš, ki je igral na položaju napadalca. Celotno kariero je igral za slovenske klube Triglav Kranj, Celje, Koper, Izola in Bonifika. Skupno je v prvi slovenski ligi odigral 130 tekem in dosegel 33 golov. V sezoni 1997/98 je bil prvi strelec druge slovenske lige. Bil je tudi član slovenske reprezentance do 16 in 20 let.
Po končani igralski karieri deluje kot trener pri Izoli, Muri 05, Aluminiju, Radomljah in Kopru. Med letoma 2020 in 2021 je bil športni direktor Maribora.